# Le Château des passions sanglantes
Pour plus de détails, voir Fiche technique et Distribution.
Le Château des passions sanglantes (Im Schloß der blutigen Begierde) est un film d'épouvante fantastique ouest-allemand réalisé par Adrian Hoven et sorti en 1968.

## Synopsis
L'intrigue se déroule dans un château sinistre, dont chaque recoin est hanté par les ombres d'un passé terrible et démoniaque. Le baron Brack y organise une fête orgiaque avec plusieurs invités. Il a jeté son dévolu sur la jeune et séduisante Elena Lagrange, qu'il veut absolument. Il s'empare de la beauté brune et tente de la rendre sexuellement docile dans son pavillon de chasse. Cela ne passe pas inaperçu auprès des autres invités et, avec le fiancé d'Elena, on suit la trace du noble libertin et de sa proie. On ne rencontre plus personne dans son pavillon de chasse, car Elena a trouvé refuge dans le château géant du comte Saxon, aussi imposant que sinistre. C'est là que débarquent tous ses amis de la fête précédente.
Un terrible destin pèse sur le châtelain, le comte Saxon. Sa fille Katharina, très jeune, a été abusée puis tuée trois jours auparavant. Pour la ramener à la vie, il veut le cœur de Marion, la fiancée du baron Brack. Une opération sanglante a lieu. Bientôt, c'est la terreur parmi les invités lorsque la morte se réveille effectivement. Les invités, pris de panique, errent désormais dans le château et Brack est confronté à ses péchés passés, car Catherine reconnaît en lui son violeur et son meurtrier. Le comte Saxon décide de prendre une vengeance sanglante et l'exécute d'un coup d'épée. Par inadvertance, Katharina est à nouveau tuée.

## Fiche technique
- Titre français : Le Château des passions sanglantes ou Le Château des pendus ou Dans le château des désirs sanglants[1]
- Titre original allemand : Im Schloß der blutigen Begierde[2]
- Réalisateur : Adrian Hoven (sous le nom de « Percy G. Parker »)
- Scénario : Eric Martin Schnitzler, Adrian Hoven
- Photographie : Jorge Herrero (de), Franz Hofer
- Montage : Brigitte Miethke, Marie-Luise Buschke
- Musique : Jerry van Rooyen (nl)
- Production : Adrian Hoven
- Sociétés de production : Aquila-Film (Munich)
- Pays de production :  Allemagne de l'Ouest
- Langues originales : allemand
- Format : couleurs - 1,66:1 - Son mono - 35 mm
- Durée : 85 minutes
- Genre : film d'épouvante fantastique
- Dates de sortie :
  - Allemagne de l'Ouest : 26 juillet 1968
  - France : 20 novembre 1974

## Distribution
- Janine Reynaud : Vera Lagrange
- Howard Vernon : Comte Saxon
- Jan Hendriks : Georg von Kassell
- Michel Lemoine : Baron Brack
- Elvira Berndorff : Elena Lagrange
- Pier A. Caminnecci : Roger
- Claudia Butenuth : Marion / Katharina
- Vladimir Medar : Alecos

## Production
Le Château des passions sanglantes est tourné à l'automne 1967 et présenté pour la première fois le 26 juillet 1968. Le producteur Adrian Hoven choisit le pseudonyme de Percy G. Parker au générique. Toujours en 1967, il produit avec la même équipe deux autres films d'épouvantes aux accents sado-érotiques : El caso de las dos bellezas et Bésame, monstruo.
Les décors du film sont réalisés par Nino Borghi. En fait, Jesús Franco, qui a participé au développement de l'histoire, aurait dû réaliser le film. Mais en raison d'une offre du producteur Harry Alan Towers de réaliser au Brésil le 4e film de la série Dr. Fu Man Chu avec Christopher Lee, il a décliné l'offre et le producteur Adrian Hoven s'est chargé lui-même de la réalisation. L'actrice principale française Janine Reynaud avait connu un grand succès juste avant avec le thriller érotique sado-maso allemand Les Yeux verts du diable, produit par Hoven et réalisé par Franco,.